# Miroslav Šustera
Miroslav Šustera (* 15. März 1878 in Žerotín; † 15. Dezember 1961 in Prag) war ein tschechoslowakischer Leichtathlet und Ringer, der dreimal bei Olympischen Spielen für Böhmen startete.
Bei den Olympischen Zwischenspielen 1906 in Athen wurde er Siebter im Diskuswurf (griechischer Stil) und Zwölfter im Fünfkampf. Im Diskuswurf (freier Stil) kam er nicht unter die ersten fünf.
Zwei Jahre später nahm er an beiden Diskuswettbewerben der Olympischen Spiele 1908 in London teil, schied aber jeweils in der Vorrunde aus. Auch beim Diskuswurf der Olympischen Spiele 1912 in Stockholm scheiterte er in der Qualifikation.
1908 in London schied er beim griechisch-römischen Ringen im Halbschwergewicht in der ersten Runde aus.